# 小行星4078
小行星4078（英語：4078 Polakis）是一颗围绕太阳公转的小行星。1983年1月9日，B. A. Skiff在可可尼诺县发现了此天体。
这颗小行星的绝对星等为225.56675等。